# Eleição presidencial da França em 1895
A eleição presidencial francesa de 1895 ocorreu após a renúncia do Presidente Jean Casimir-Perier e resultou na eleição do Ministro da Marinha Félix Faure.

## Campanha e resultados[2]
A campanha presidencial inicialmente parece circunscrita entre o austero senador moderado Pierre Waldeck-Rousseau, com fama de verdadeiro estadista, e o candidato apoiado pela esquerda, Henri Brisson . Este último vem primeiro no primeiro turno, mas o segundo não é outro senão o Ministro da Marinha, Félix Faure, que decidiu, praticamente no último momento, se candidatar. Waldeck-Rousseau finalmente se retira em favor de Faure, que assim vence a eleição no segundo turno.
| Candidato                                       | 1º Turno | Porcentagem | 2º Turno | Porcentagem |
| ----------------------------------------------- | -------- | ----------- | -------- | ----------- |
| Felix Faure Republicano oportunista             | 244      | 31,0 %      | 430      | 53,7 %      |
| Henri Brisson Radical                           | 338      | 42,9 %      | 361      | 45,1 %      |
| Pierre Waldeck-Rousseau Republicano oportunista | 184      | 23,3 %      |          |             |
| Vários                                          | 21       | 2,6 %       |          |             |